# Овдієнко Марія Григорівна
Марі́я Григо́рівна Овдіє́нко (Обу́хова) (нар. 6 травня 1948, с. Требухів, Броварський район, Київська область) — українська видавниця, краєзнавиця, поетеса, перекладачка, громадська діячка, член Національної спілки краєзнавців України, лауреатка премій ім. Грицька Чупринки, Василя Стуса (2011), Ірини Калинець (2019), почесна громадянка міста Бровари (2020), має орден Святої Варвари Великомучениці Української православної церкви Київського патріархату. Із 1995 року очолює Броварське літературно-мистецьке об'єднання «Криниця», старший науковий співробітник Броварського краєзнавчого музею.

## Дитинство та юність
Народилася у селі Требухів у 1948 році.
У 1966 році Марія закінчила Требухівську середню школу. Рік працювала піонервожатою, згодом знайомі допомогли їй влаштуватися робітницею Ботанічного саду АН УРСР у Києві. Марія була закохана в Ботанічний сад, робила всяку роботу, добровільно стерегла магнолії під час цвітіння, знайшла біля Видубицького монастиря і впорядкувала могилу видатного педагога Костянтина Ушинського. Тяжко пережила пожежу Видубицького монастиря восени 1968 року, під час якої згоріла монастирська бібліотека і безліч експонатів Інституту археології. Викрала з тієї пожежі чотири вцілілі книжки і віддала їх історику Сергієві Білоконю. Тоді ж познайомилася з Євгеном Сверстюком, Ліною Костенко, Іваном Дзюбою, Василем Стусом, Олесем Бердником, Оксаною Мешко та іншими.
У той час у Ботанічному саду працювала молода поетеса Надія Кир'ян, разом вони жили в келії черниці. У травні 1968 року на прохання Олеся Назаренка Надія або Марія надрукувала до 120 примірників листівок «Звернення до киян». Олесь Назаренко написав листівку до річниці перепоховання Тараса Шевченка — 22 травня, у листівці цитував Леніна щодо заборони вшанування Кобзаря царським урядом у 1914 року, листівка закінчувалася прийнятним тоді гаслом: «Ганьба русифікаторам! Хай живе ленінська національна політика!». Листівки Олесь Назаренко та Микола Пономаренко відправили поштою у вищі навчальні заклади та профспілкові організації заводів Києва. О. Назаренко, В. Карпенко та Василь Кондрюков були звинувачені в проведенні антирадянської агітації та заарештовані. Улітку в келії Марії та Надії силами КДБ був проведений перший обшук. Марія була затримана на три доби.

## Освіта
У юності поширювала самвидав, через що їй був зачинений шлях до вступу у ВНЗ столиці.
Навчаючись в Одеському університеті, вона завжди мала власну позицію, відстоювала українську національну ідею, як наслідок, у 1972 році за організацію вечора поезії Василя Симоненка Марію виключили з навчального закладу за вказівкою КДБ СРСР. Попри відмінні знання їй виставили незадовільні оцінки з усіх предметів, лише викладач Євген Прісовський поставив «відмінно», за що потім отримав стягнення по партійній лінії.
У 1976 році їй дозволили відновитися в Одеському університеті за умови, що переведеться до іншого ВНЗ. Вона перевелася до Київського університету ім. Т. Г. Шевченка, який і закінчила у 1980 році.

## Робота
Працювала вчителькою у школі № 3 Броварів.
Працювала в Київському обласному управлінні освіти, однак за впровадження патріотичних освітніх проєктів була звільнена з роботи.

## Громадська діяльність та творчість
1990 висувалася кандидатом в депутати до Верховної Ради України, під гаслами незалежності вийшла на третє місце. Створила місцевий осередок Товариства української мови імені Тараса Шевченка, була одним із організаторів Народного руху України в Броварах.
У 1997 зареєструвала видавництво «Українська ідея».
Станом на 2012 рік видавництво має в творчому доробку понад 150 книг, переважно поезія та проза місцевих авторів, а також публіцистика та краєзнавчі нариси. Серед найзначніших видань слід назвати книгу «Золота очеретина» — збірку краєзнавчих статей, присвячених Броварщині, що була укладена місцевим краєзнавцем, вихідцем із села Семиполки Броварського району Гузієм В. М.
Обрана головою оргкомітету з відродження «Товариства української мови» ім. Т. Шевченка, діяльність якого була відновлена в Броварах 7 червня 2012 року.
Кілька перевидань витримали книжки лауреатки премії ім. В.Стуса Галини Могильницької з Одеси, спрямовані проти засилля Московського патріархату в Україні: «Літос, або Камінь із пращі правди на розбиття митрополичого блудословія», «Хроніка великого ошуканства». Видавництво представило також і третю книжку Г. Могильницької — «Міфотворчість як обґрунтування історичного мародерства».
Перу Марії Овдієнко належать збірки поезій: «Годую зайчика з руки» (1993), «Стережу криницю» (1994). Твори Марії Овдієнко опубліковані в багатьох газетах і журналах, зокрема, газеті «Літературна Україна», американському дитячому журналі «Веселка», альманахах «Вітрила» та «Радосинь», читанках «Ластівка», «Писанка» та «Зелена неділя».

## Нагороди
Марія Овдієнко удостоєна декількох нагород:
- лауреатка літературної премії імені Грицька Чупринки;
- 14 січня 2011 року нагороджена премією імені Василя Стуса;
- нагороджена орденом Святої Варвари Великомучениці Української православної церкви Київського патріархату;
- 22 травня 2019 року нагороджена премією імені Ірини Калинець — за наполегливість та мужність у відстоюванні українських державницьких позицій, висвітленні «Білих плям» в історії України;
- 4 червня 2020 року Броварська міська рада присвоїла відзнаку «Почесний громадянин міста Бровари»[9][10].

## Родина
- Батько — Овдієнко Григорій Каленикович (1914—1998), мав чотири класи освіти, був дуже працьовитий, брав участь у Другій світовій війні, мав численні бойові нагороди. Його загострене почуття справедливості передалося й дочці.
- Мати — Каленченко Федора Андріївна (1914—2001), освіти не мала, але була людиною по-житейськи мудрою, як кажуть, від землі.
- Чоловік — Обухов Дмитро Семенович, 1941 р.н., помер 2003 р.
- Син — Обух Роман Дмитрович, 1972 р.н.